# Tacutacu
El tacutacu es un calentado  típico de la gastronomía del Perú, específicamente de la comida criolla, y ejemplo de la cocina de aprovechamiento.

## Origen
Las referencias más antiguas conocidas datan del año 1872 en el documento «Salpicón de Costumbres Nacionales» de Federico Flores y Galindo.
El tacutacu habría sido elaborado por negras esclavas, quienes aprovechaban la comida sobrante para elaborar este plato; posiblemente esta práctica haya sido común entre los afrodescendientes en distintas regiones de América por lo que existen platos similares, como por ejemplo el gallo pinto en Nicaragua y Costa Rica, el arroz moro en República Dominicana, moros y cristianos en Cuba, el casamiento en El Salvador y el hoppin' John en Estados Unidos de América.
El término «tacutacu» provendría del vocablo quechua «takuy» que significa «mezclar una cosa con la otra».

## Descripción
El plato consiste en arroz cocido, lentejas del día anterior y un sofrito a base de ají amarillo mezclados hasta formar una masa homogénea bajo el calor de una sartén. Las legumbres utilizadas suelen ser frejol, pallares y lentejas. Hacia el final de la cocción se suele freír la masa para que sea crocante aunque también se suele presentar una masa más bien suave, sin la fritura final.
El plato se sirve acompañado de huevo, carne apanada, lomo al jugo o pollo. Se le llama criollamente "tacu- tacu montado" cuando se sirve con un bisté o lomo apanado y huevo frito; también se sirve relleno, principalmente de mariscos.

## Especialidades
- Tacutacu de frijoles: Arroz y frijoles.
- Tacutacu de pallares: Arroz y pallares prensados.
- Tacutacu de lentejas: Arroz y lentejas.
- Tacutacu con sábana: El tacutacu se acompaña con un bistec apanado, una suprema o una milanesa.[2]
- Tacutacu montado: Igual que el tacutacu con sábana pero con la adición de un huevo frito.
- Tacutacu relleno: El tacutacu se puede rellenar de mariscos, pollo o carne.
- Tacutacu bañado en salsa: Se baña el tacutacu en salsa de mariscos, salsa de carne, salsa bolognesa, entre otras.